# Yungang-Grotten
Die Yúngāng-Grotten (chinesisch 雲岡石窟 / 云冈石窟, Pinyin yúngāng shíkū – „Wolkengrat Felsenhöhlen“), früher Wuzhoushan Grotten, sind frühe buddhistische Höhlentempel in der chinesischen Provinz Shanxi. Die Grotten liegen in der Großgemeinde Yungang (云冈镇) des Stadtbezirks Nanjiao der Stadt Datong, ca. 16 km westlich des Stadtzentrums im Tal des Shi Li Flusses am Fuß des Wuzhou Shan. Die meisten wurden zwischen 460 und 525 n. Chr. während der Nördlichen Wei-Dynastie aus dem Sandstein herausgearbeitet. Die Gesamtanlage besteht aus 252 Grotten und Nischen. Sie gehört seit 2001 zum UNESCO-Welterbe.

## Geschichte
Mit dem Niedergang der Jin-Dynastie etablierte sich im nördlichen Teil Chinas, zu dem auch die Umgebung Datongs zählt, die Dynastie der Nördlichen Wei. Sie machte Datong, damals noch unter dem Namen Pingcheng zu ihrer Hauptstadt. Obgleich der Buddhismus für die neue Dynastie zunächst eine Fremdreligion war, förderte sie ihn erheblich, insbesondere, da in der damaligen buddhistischen Schule ein dem Buddhismus wohlgesinnter Herrscher mit dem lebenden Buddha gleichgesetzt wurde. Zum Zeitpunkt des Baubeginns im Jahr 460 war der Buddhismus auf dem Gebiet der Wei-Dynastie bereits weitgehend als Staatsreligion gefestigt. Die Arbeiten an den Yungang-Grotten erstreckten sich insgesamt über eine Zeitspanne von 65 Jahren von 460–525 n. Chr., wobei es aber immer wieder zu Unterbrechungen kam. Der Bau kann in drei Phasen eingeteilt werden (siehe auch die Beschreibung der Grotten weiter unten). Als erstes die frühe Phase von 460–465, die unter dem Mönch Tan Yao ausgeführt wurde und sich durch fünf monumentale Höhlen auszeichnet. Sechs Jahre nach Ende der frühen beginnt die mittlere Phase, die sich von 471–494 erstreckt. Diese Phase ist durch die Förderung durch das Herrscherhaus geprägt und stellt mit den zahlreichen Zwillings- und der Drillingshöhle den Kernbereich der Gesamtanlage. Als letzter Hauptabschnitt gilt die späte Phase von 494–525, die durch privates Mäzenatentum gewährleistet wurde und daher vorwiegend kleine Höhlen und Nischen hervorgebracht hat. Der Übergang von der zweiten zur dritten Phase des Baus wurde dadurch ausgelöst, dass im Jahr 494 die Hauptstadt der Wei-Dynastie nach Luoyang verlegt wurde und mithin das Interesse des Herrscherhauses am Fortgang der Arbeiten endete. Nachdem Datong im Jahr 523 von Aufständen erschüttert wurde, entvölkerte sich die Stadt vorübergehend, so dass schließlich im Jahr 525 die Arbeiten endgültig zum Stillstand kamen.
Seit Beendigung der Arbeiten sind die Grotten und Statuen stark der Verwitterung ausgesetzt, da sie aus Sandstein gearbeitet sind. Daher gab es in den folgenden Jahrhunderten immer wieder Anstrengungen, den Zustand der Grotten zu erhalten oder wiederherzustellen. Schon während der Liao-Dynastie, in den Jahren 1049–1060, wurden viele bereits beschädigte Statuen wiederhergestellt und vor den Grotten die so genannten „10 Tempel von Yungang“ errichtet, die aber bereits wenig später, im Jahr 1122 durch ein Feuer wieder zerstört wurden. 1621, während der Qing-Dynastie wurden die noch heute erhaltenen hölzernen Schutzgebäude vor zwei der monumentalen Höhlen errichtet, um eine weitere Zerstörung der Höhlen durch Witterungseinflüsse zu verhindern. Während der gesamten folgenden Zeit wurden immer wieder Restaurierungsarbeiten an Statuen und Höhlen vorgenommen und die Statuen zum Teil erneut bemalt. Seit 1950 wurden von der chinesischen Regierung Anstrengungen unternommen, durch Sicherungsmaßnahmen den Zustand der Grotten und Statuen zu erhalten. Man versuchte sowohl die natürliche Erosion durch eindringendes Wasser dadurch zu begrenzen, dass entstandene Risse verpresst und abgedichtet wurden als auch die durch Sandstürme verursachten Schäden durch Baumpflanzungen zu begrenzen. Zudem wurde versucht, die Belastung der Grotten durch die Verschmutzung aus den umliegenden Kohlebergwerken zu verringern.
Die Grotten stehen seit 1961 auf der Liste der Denkmäler der Volksrepublik China in Shanxi (1-34). Sie wurden Ende der 1990er Jahre für das UNESCO-Weltkulturerbe vorgeschlagen und im Jahr 2001 aufgenommen.

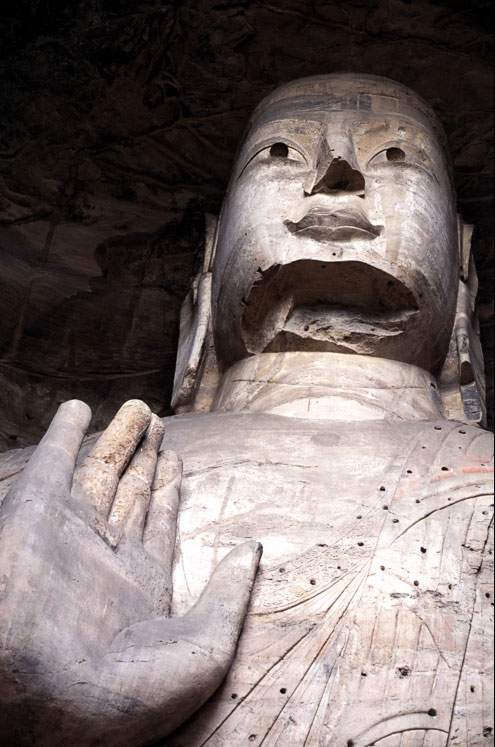
Kolossalstatue (Grotte 14)
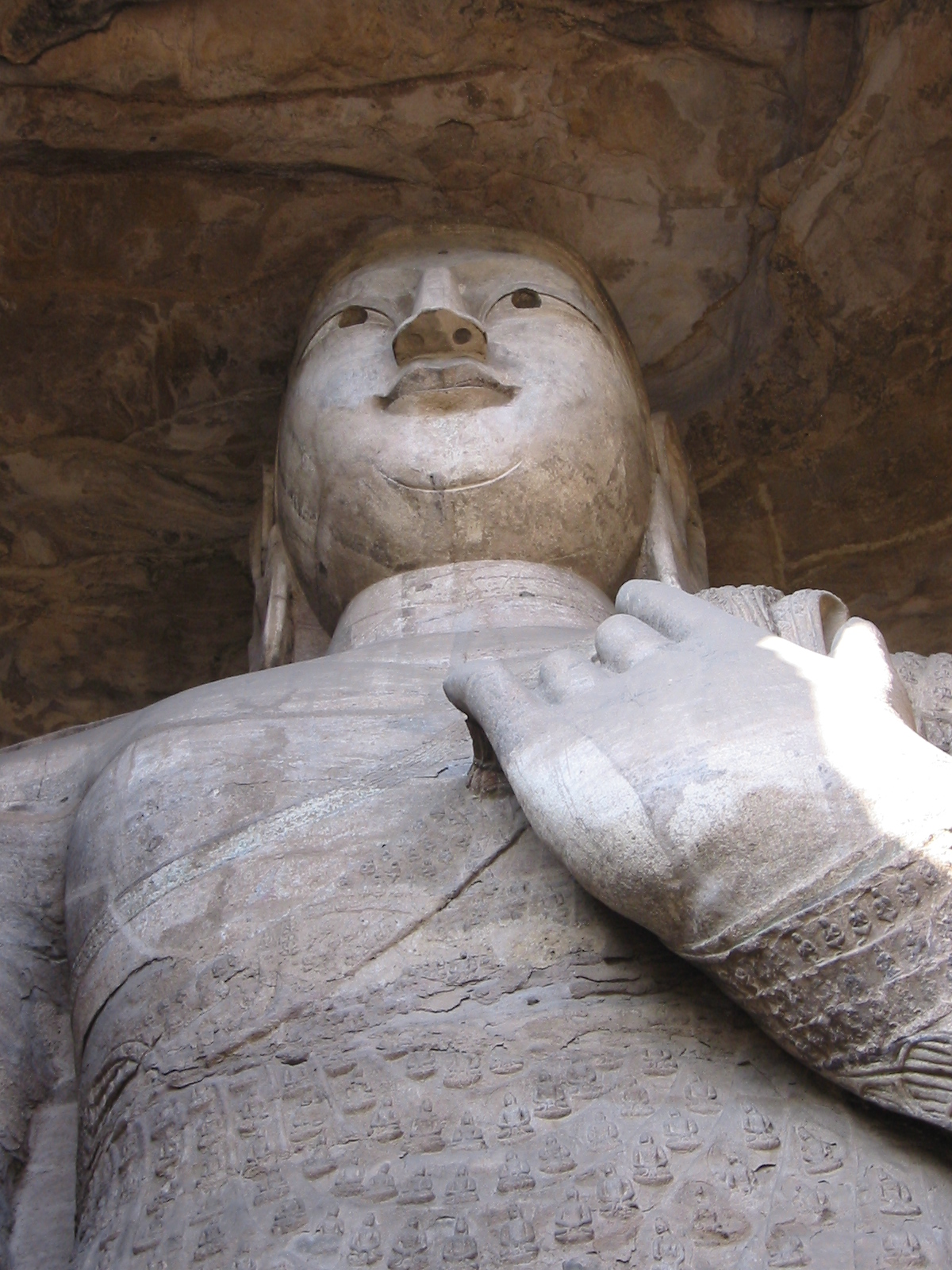
Buddha Shakyamuni, mit Bodhisattvafiguren bekleidet (Grotte 18)
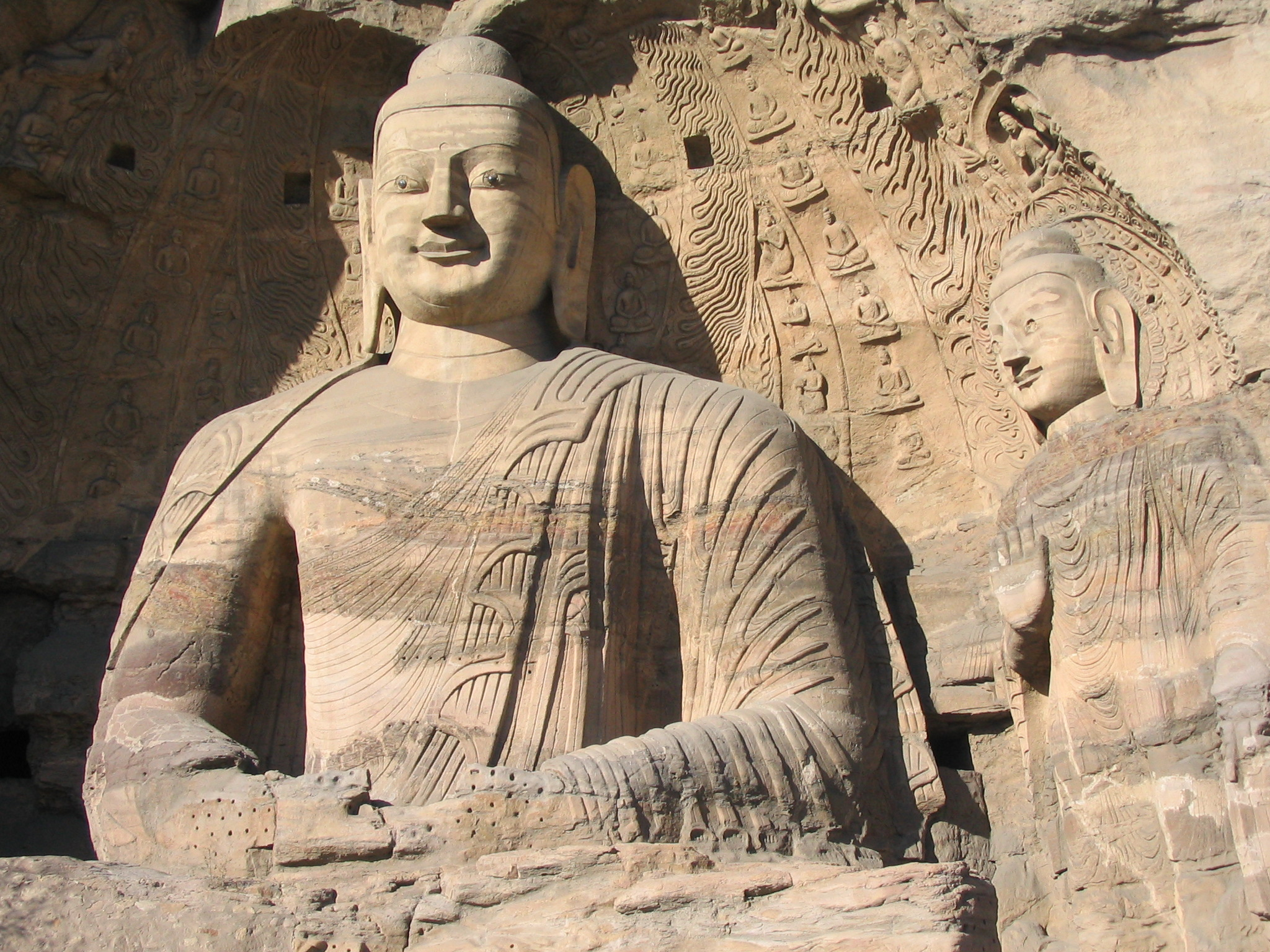
14 m hohe Buddhastatue (Grotte 20)

## Die Grotten

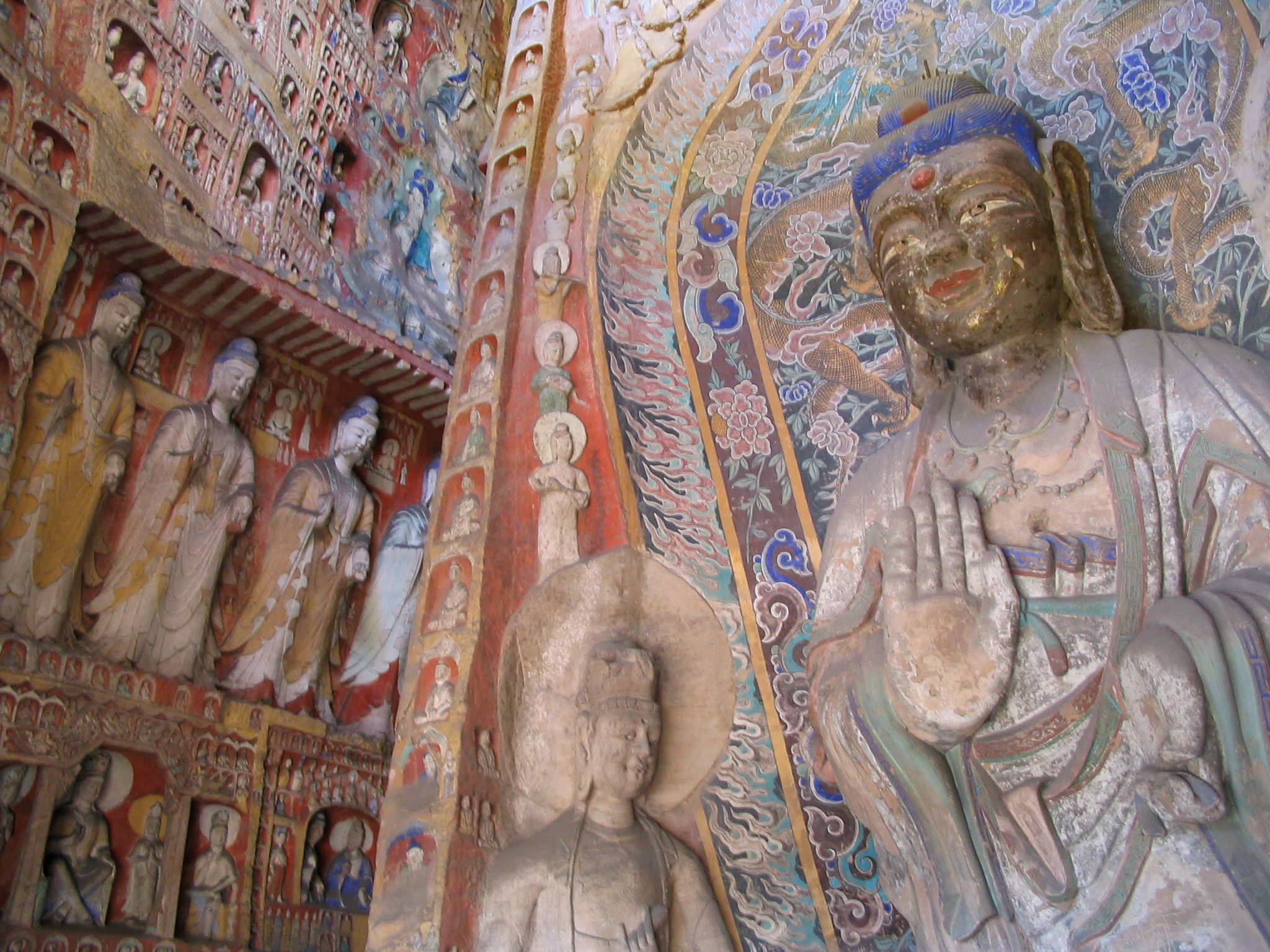
Hauptstatue (rechts) und Figuren an der Seitenwand von Grotte 11

Die Anlage erstreckt sich über eine Länge von etwa einem Kilometer entlang einer Sandsteinwand am Fuß des Wuzhou Shan. Die Grotten folgen dabei dem Verlauf des Flusstales in Ost-West-Richtung. Die Anlage besteht aus 42 Grotten und weiteren 210 Nischen mit insgesamt über 51.000 Buddhastatuen. Da die Grotten in den dort üblichen Sandstein gearbeitet wurden und sie ständig den Witterungseinflüssen ausgesetzt waren, sind insbesondere die Außenbereiche zum Teil stark verwittert.
Die Grotten können stilistisch in drei unterschiedliche Bauphasen unterteilt werden. Die frühe Phase von 460-465, die mittlere von 471-494 und die späte von 494-525 n. Chr. Aus der frühesten Bauphase stammen fünf gewaltige u-förmig angelegte Haupthöhlen (Nrn. 16-20) am westlichen Ende des zentralen Teils der Anlage. Sie wurden unter der Leitung des Mönchs Tan Yao gegraben und beherbergen monumentale Statuen in der Größe von bis zu 15 m Höhe. 
Die fünf großen Statuen zeigen verschiedene Darstellungen Buddhas; ein sitzender Shakyamuni in Nr. 16, ein sitzender Maitreya in Nr. 17, ein stehender Shakyamuni bekleidet mit einem mit vielen kleinen Bodhisattva-Figuren verzierten Gewand in Nr. 18, ein weiterer sitzender Shakyamuni (mit knapp 17 m Höhe der Zweitgrößte in Yungang), der von meditierenden Bodhisattvas umringt ist, in Nr. 19 sowie ein 14 m hoher sitzender Buddha in der wohl schon im 10. Jahrhundert eingestürzten Grotte Nr. 20. Die Statuen sind gleichzeitig aber auch Darstellungen des regierenden Wei-Kaisers Wen Cheng (Nr. 16), des Prinzen Jing Mu (Nr. 17), des Kaisers Tai Wu (Nr. 18), des Kaisers Ming Yuan (Nr. 19) sowie des Kaisers Dao Wu (Nr. 20), die als Personifizierungen Buddhas gesehen wurden. 
Die Figuren sind mit aufwendig gefalteten Gewändern und reichen Verzierungen gestaltet. An einigen der Monumentalstatuen sind rechteckige Löcher zu erkennen die wahrscheinlich aus einer späteren Epoche stammen, als die Statuen mit Lehmschichten bedeckt und neu gestaltet wurden. Nachdem der Lehm später wieder entfernt wurde verblieben die Löcher der zum Stützen der Lehmschicht eingesetzten Balken. An den Wänden der Höhlen befinden sich tausende kleinerer Statuen, die teils die verschiedenen mythischen Ausprägungen Buddhas als Buddha der Vergangenheit, Gegenwart und Zukunft repräsentieren, teils Szenen aus dem Leben Siddhartas zeigen, teils Abbilder ihrer Stifter darstellen. An der Ausarbeitung der Kleider und des Schmucks der Figuren ist zu erkennen, dass der Stil der Statuen aus der frühen Phase insgesamt noch stark indisch geprägt ist. Höhle Nr. 20 ist heute als solche nicht mehr erkennbar, da im Laufe der Jahrhunderte das Dach der Höhle eingestürzt ist, und die in der Höhle enthaltenen Statuen jetzt im freien stehen.
In der zweiten Phase wurde eine Reihe von Zwillingsgrotten (Nrn. 1-2, 5-6, 7-8, 9-10) angelegt sowie eine Drillingsgrotte (Nr. 11-13). Die Grotten aus der mittleren Phase stellen sowohl ihrer Anzahl als auch der Reichhaltigkeit ihrer Ausstattung nach den wichtigsten Teil der Gesamtanlage dar. Die Grotten der mittleren Phase haben einen quadratischen Grundriss und zum Teil eine Stupa als Säule in der Mitte des Raumes. Der Stil der Verzierungen und Figuren hat sich jetzt in einen typisch chinesischen Stil entwickelt, der Verwandtschaft zu dem linearen, geometrischen Stil der Darstellungen aus der Han-Zeit zeigt.
Die Grotten der späten Phase (vor allem Nr. 21-45, 3, 4, 14 und 15 aber auch mehr als 200 weiterer kleiner Grotten und Nischen) sind kleiner und wesentlich uneinheitlicher als die Grotten der frühen und mittleren Phase. Während in Grotte Nr. 3 ein monumentales Ensemble der drei Buddhas der Vergangenheit, Gegenwart und Zukunft aufgestellt ist, ist die Grotte Nr. 15 als Tausend-Buddha-Höhle (chinesisch 千佛洞, Pinyin qiān fó dòng) bekannt, an deren Wand mehr als tausend kleiner Buddha- und Bodhisattva-Statuetten von wenigen Zentimetern Größe versammelt sind. In der Regel ist jedoch in der späten Phase die Ornamentik der Statuen weniger detailreich ausgearbeitet.
Die Yungang-Grotten sind mit den Mogao-Grotten bei Dunhuang und den Longmen-Grotten bei Luoyang die wichtigsten Beispiele buddhistischer Steinschnitzkunst in China.